# Midwest Motor Company
Midwest Motor Company war ein US-amerikanischer Hersteller von Automobilen.

## Unternehmensgeschichte
B. P. Bagby hatte bereits bei der Ben-Hur Motor Company Erfahrungen im Automobilbau gesammelt. Er gründete 1917 das Unternehmen in Kansas City in Missouri. Er stellte im gleichen Jahr einen Prototyp her, der Kay-See genannt wurde. Der Erste Weltkrieg verhinderte die Serienproduktion. Bagby ging das Geld aus. Er verließ das Unternehmen.
1919 waren R. L. Cleveland, P. M. Crone, J. A. Fullerton und E. J. Short die neuen Inhaber. Einige Teile für den Maschinenpark wurde von der Frankfort Motor Company aus Indiana übernommen. Deren Präsident R. E. Stevenson sowie O. C. White, der vorher die Princess Motor Car Company leitete, traten ebenfalls in das Unternehmen ein. Im März 1919 wurde das erste Fahrzeug auf der Kansas City Automobile Show präsentiert. Der Markenname lautete Highlander. 1922 endete die Produktion. Insgesamt entstanden etwa 25 bis 30 Fahrzeuge.

## Fahrzeuge
Viele Teile wurden von Zulieferern zugekauft. So kam der Sechszylindermotor von der Continental Motors Company. Er leistete 55 PS. Ein kurzes Fahrgestell mit 305 cm Radstand wurde mit einem Aufbau als Roadster angeboten. Daneben gab es zwei Tourenwagen mit wahlweise fünf oder sieben Sitze. Sie hatten 318 cm Radstand.
Ein geplantes Modell mit einem Vierzylindermotor ging nicht mehr in Produktion.

## Modellübersicht
| Jahr      | Marke      | Modell | Zylinder | Leistung (PS) | Radstand (cm) | Aufbau                            |
| --------- | ---------- | ------ | -------- | ------------- | ------------- | --------------------------------- |
| 1917      | Kay-See    |        |          |               |               |                                   |
| 1919–1922 | Highlander | Six    | 6        | 55            | 305           | Roadster                          |
| 1919–1922 | Highlander | Six    | 6        | 55            | 318           | Tourenwagen 5-sitzig und 7-sitzig |